# مجرة حلزونية قزمة
مجرة قزمة حلزونية  (بالإنجليزية Dwarf spiral galaxy) وهي مجرة قزمة و نسخة مصغرة للمجرة الحلزونية حيث تتميز بوجود حوصلة مجرة بوسطها واحيانا أذرع تلتف بشكل لولبي نحو الخارج انطلاقا من الحوصلة وتتكون من عدة بلايين من النجوم بالمقارنة بالمجرات العملاقة، التي تحوي 200 إلى 400 مليار نجم هناك نوعان من المجرة القزمة الحلزونية مجرة قزمة حلزونية ويرمز لها بالرمز dSA، ومجرة قزمة حلزونية بأذرع ويرمز لها بالرمز dSB
وتتميز المجرات القزمية بالمعانها المنخفض، وسطوع سطحها المنخفض وبقطر صغير (أقل من 5 كيلو فرسخ فلكي)،، وانخفاض كمية الهيدروجين
ويقترح أن المجرات الحلزونية القزمة يمكن أن تتحول إلى مجرات إهليلجية قزمة، ولا سيما عند تكون العناقيد الكثيفة .

## الموقع
وتقع معظم المجرات الحلزونية القزمة التي تم تحديها خارج العنقود المجري ومن المتوقع ان تقوم التفاعلات الجاذبية القوية بين المجرات وتفاعلات الغاز في الوسط المجري إلى تدمير أقراص معظم المجرات الحلزونية القزمة
ورغم ذلك، فقد تم تحديد مجرات قزمة مع هيكل يشبه الحلزون داخل عنقود كوما المجري وعنقود العذراء المجري

## أمثلة

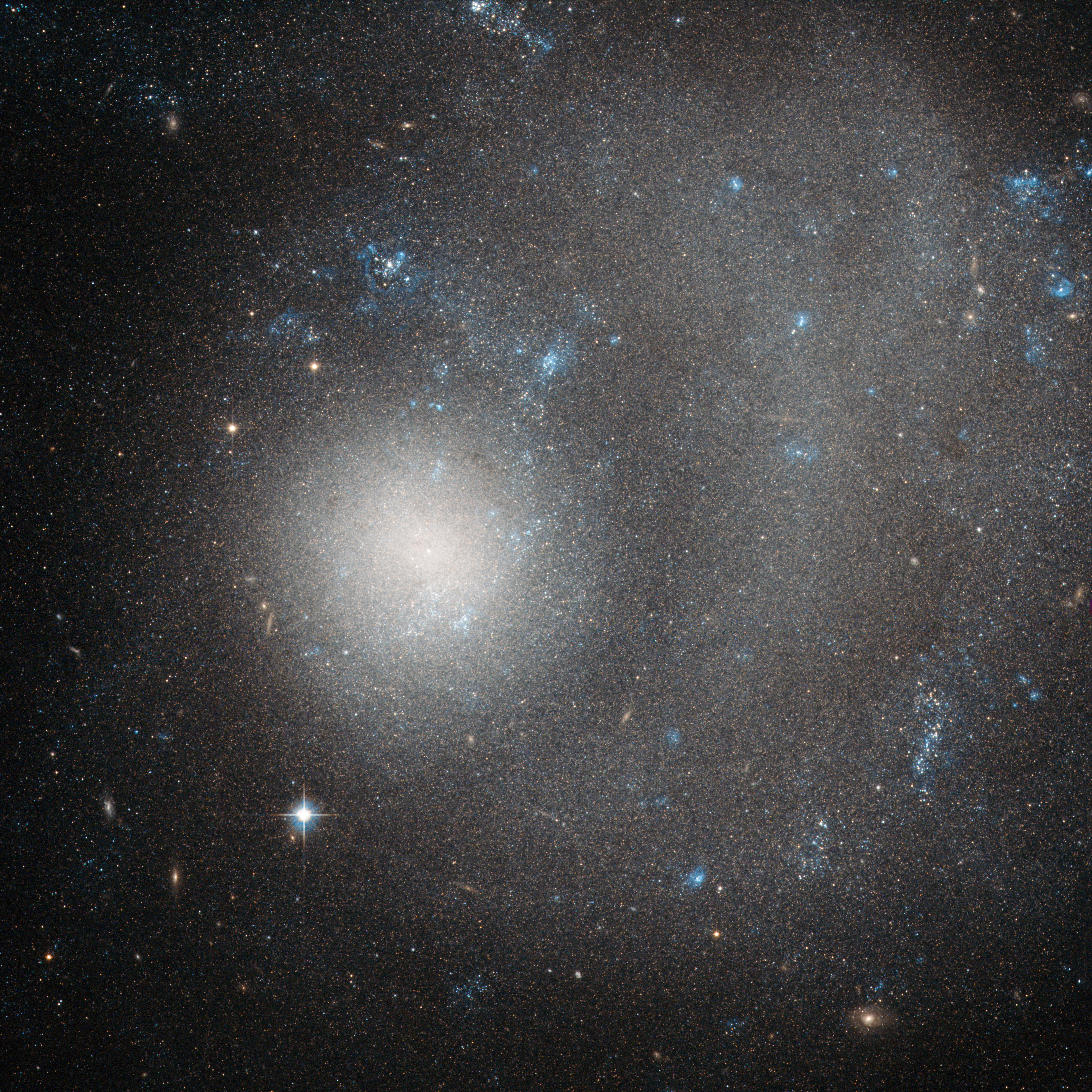
المجرة إن جي سي 5474 مجرة قزمة حلزونية

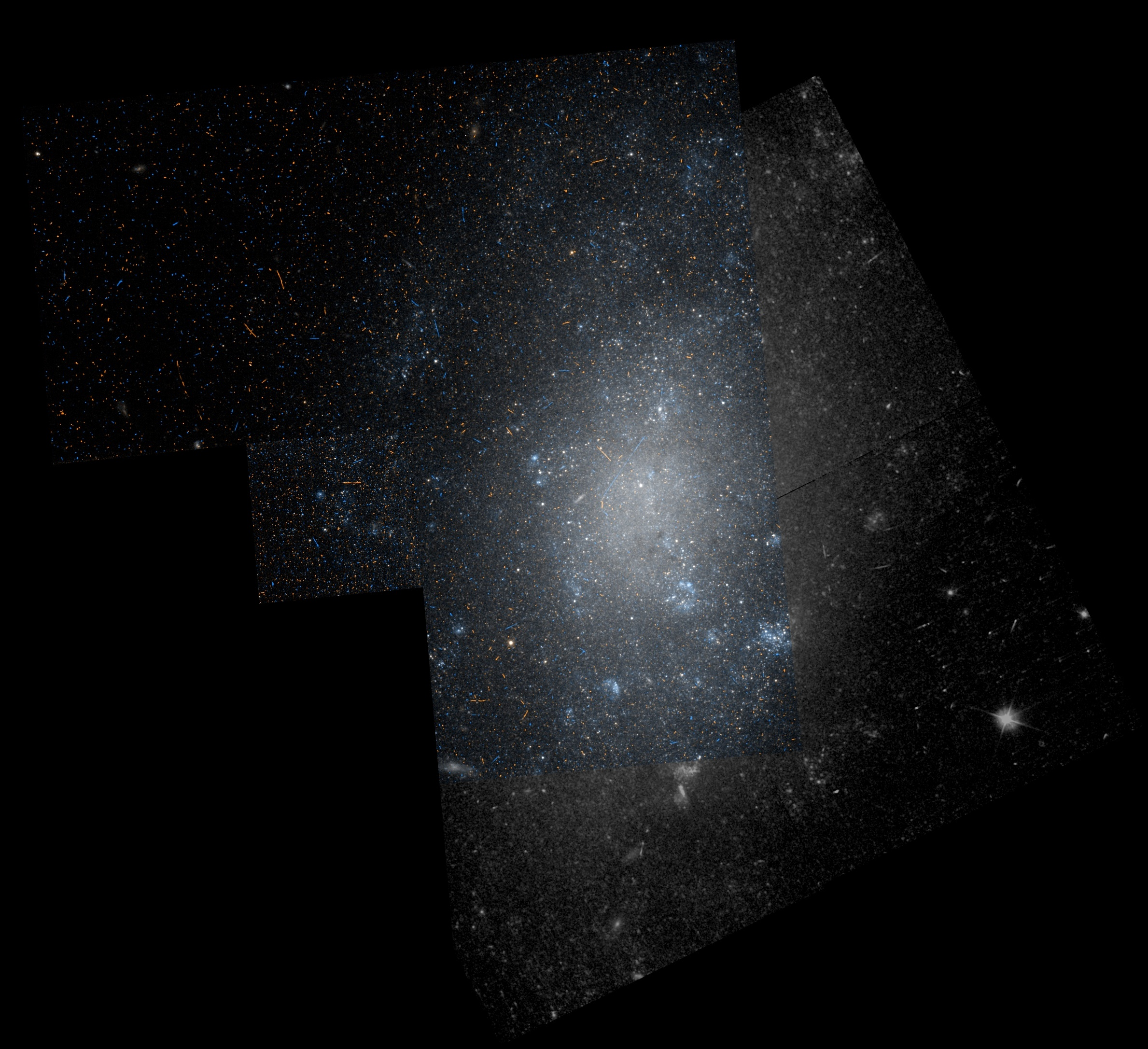
المجرة إن جي سي 5204 مجرة قزمة حلزونية

مجرات قزمة حلزونية
- إن جي سي 5474
- إن جي سي 5204
- إن جي سي 247
- إن جي سي 6503
- إن جي سي 3928
- إن جي سي 625
- إن جي سي 1051
- إن جي سي 1311
- إن جي سي 2188
- IC 4710

## اقرأ أيضا
- مجرة بدائية
- مجرة قزمة
- مجرة مظلمة
- مجرة حلزونية
- مجرة إهليجية
- مجرة إهليلجية قزمة